# Rue Alphand
Ne doit pas être confondu avec Avenue Alphand ou Rue Alphand (Grenoble).
La rue Alphand est une voie située dans le quartier de la Maison-Blanche du 13e arrondissement de Paris.

## Situation et accès
La rue Alphand débute rue des Cinq-Diamants et rejoint en contrebas la rue Barrault.
Elle fait partie des rues de la Butte-aux-Cailles.

Rue Alphand vue depuis la rue Barrault
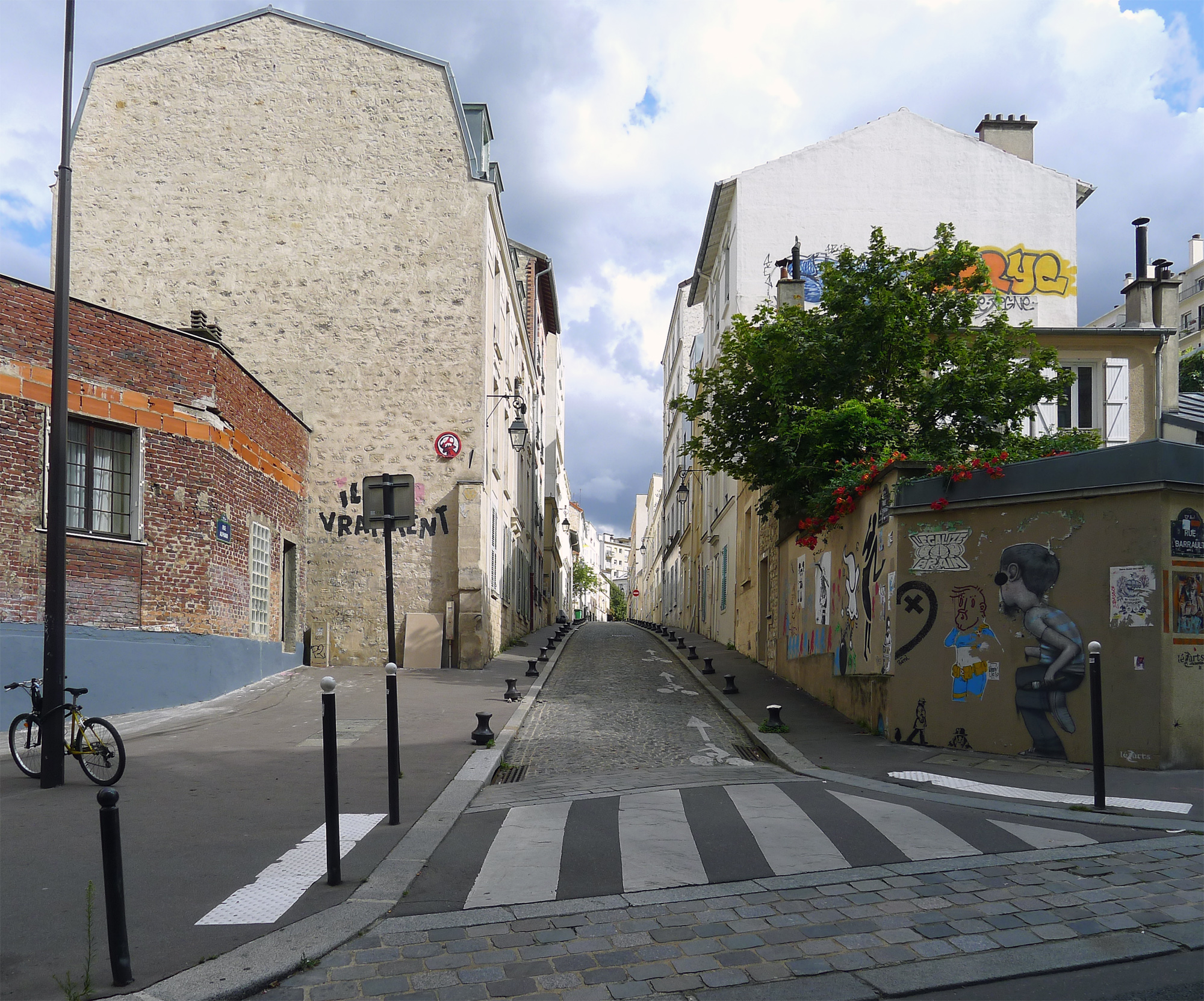
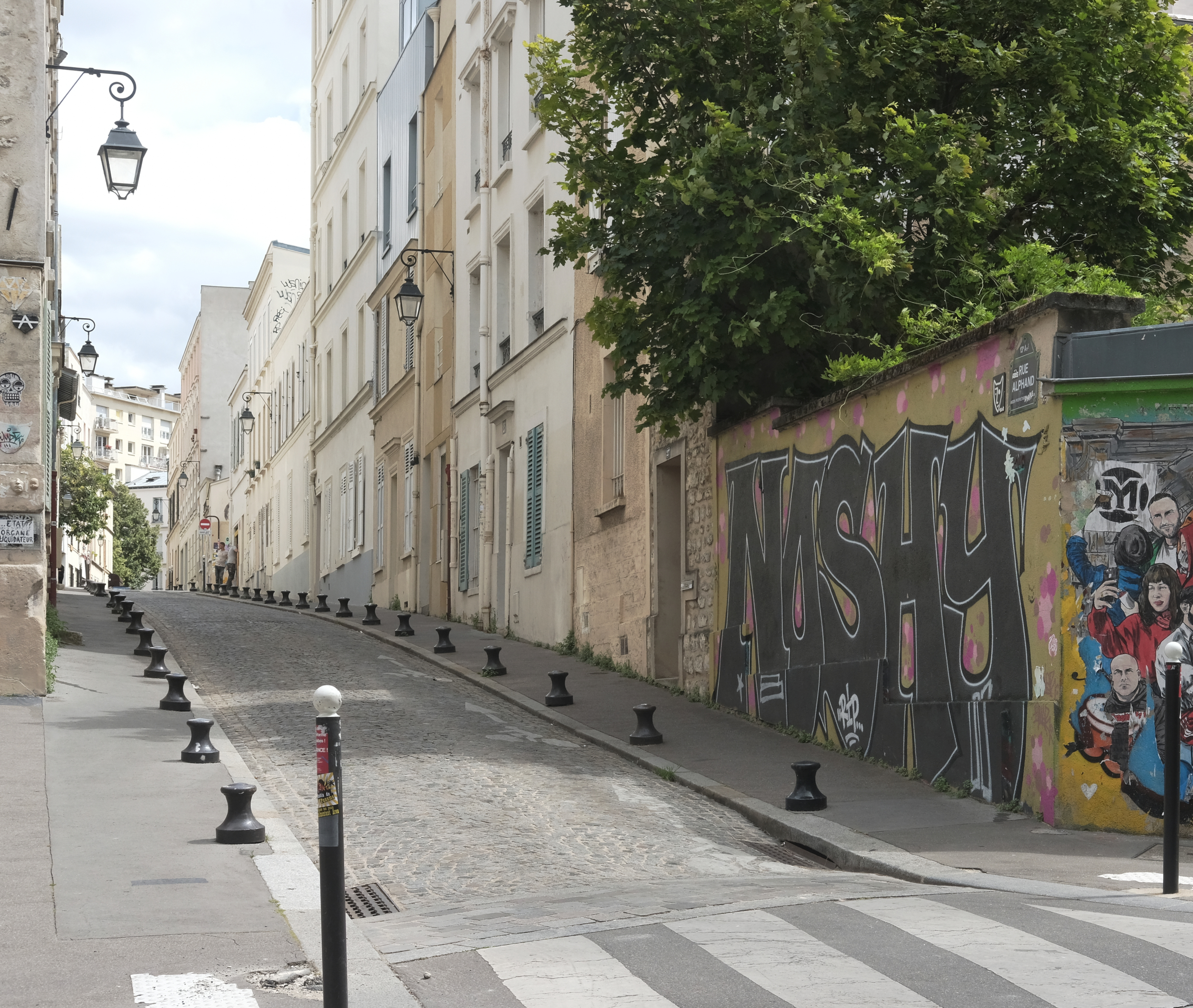
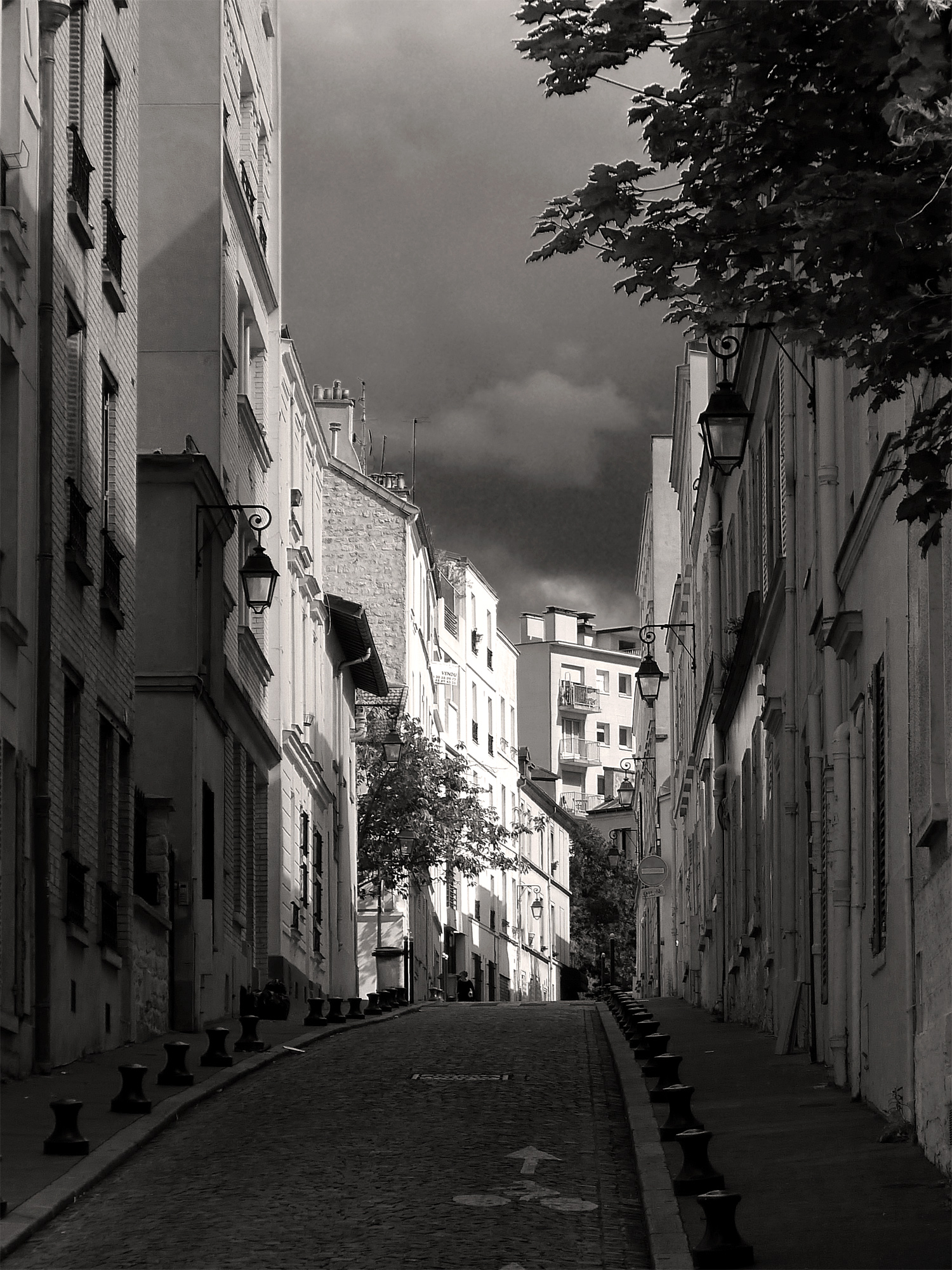

La rue Alphand est desservie à proximité par la ligne 6 à la station Corvisart et par les lignes 5 et 7 à la station Place d'Italie.

## Origine du nom
La voie doit son nom au maître carrier Alphand, ancien propriétaire des terrains sur lesquels elle a été ouverte.

## Historique
Cette voie a été ouverte en 1846 sous le nom de « passage Alphand », avant d'être transformée en rue et de prendre sa dénomination actuelle par un arrêté du 2 mai 1939.
Entre 1860 et 1939, sur des parcelles n’excédant pas 50 m2, des maisons individuelles, comportant un seul étage et un seul logement, sont construites. Lorsque la parcelle est plus grande, un immeuble de rapport (no 19) est élevé. Il est divisé en une quarantaine de logements de 22 m2 de surface. 

## Bâtiments remarquables et lieux de mémoire
- L'art urbain est présent tout le long de la rue depuis de nombreuses années.
